# Villa Basilewsky
 (mars 2020).
 (novembre 2024).
La villa Olga Basilewsky est une structure qui s'élève près du centre de Florence. Le bâtiment est situé dans le viale Strozzi, en face de la partie de l'avenue qui entoure les jardins de la Fortezza da Basso et près du ruisseau Mugnone.

## Histoire et description
Voulue par le conseiller du collège Aleksandr Bazilevskij et son épouse Olga Nikolaevna pour passer des vacances en Toscane, la structure est l'un des témoignages du tourisme russe en Italie ; ce n'est pas un hasard si dans les environs immédiats de la villa se dresse l'église orthodoxe russe de la Nativité (communément appelée Eglise russe) créée grâce à la donation du prince de San Donato Paolo Demidoff. 
À la mort de la mère, son fils Petr Aleksandrovič a décidé de faire don de la villa à l'administration publique pour la création d'un hôpital portant le nom de sa mère, une fonction qui dispose toujours de services ambulatoires plus axés sur la dermatologie et le traitement et le traitement des formes de toxicomanie. 